# Ukrainas riksvapen
Ukrainas riksvapen är det officiella statsvapnet i landet Ukraina. Vapnet har samma färger som den ukrainska flaggan, gul och blå. Märket i riksvapnet är en gammal slavisk symbol som användes senare i bland annat Kievriket. Vapnet kallas ofta för treudden.
Det är den Ruriska ättens vapen som föreställer den fornnordiska mytologins gudinna Freja i falkhamn. [källa behövs]